# Bahn unterm Hammer
Bahn unterm Hammer ist der Titel eines Dokumentarfilmes der Regisseure Herdolor Lorenz und Leslie Franke über die damals geplante Kapitalprivatisierung der Deutschen Bahn aus dem Jahr 2007.
Der Film zeigt auf, wie im Zuge der Bahnreform seit 1994 die Qualität des Bahnverkehrs in Deutschland gesunken sei: Ausdünnung des Schienennetzes, massive Schließung von Bahnhöfen und Fahrkartenschaltern jedes Jahr, Investitionsstau. Die Interviewpartner von Lorenz und Franke – vor allem Wissenschaftler, Journalisten, Bahnmitarbeiter und Lokalpolitiker – führen diese Entwicklung auf die damals geplante partielle Kapitalprivatisierung der Deutschen Bahn zurück: Um das Unternehmen profitabler und somit für potentielle Investoren interessanter zu machen, würden Kosten eingespart und so Bilanzen geschönt – zu Lasten des Schienenverkehrs in der Fläche sowie auch zu Lasten der Belegschaft. Projekte wie die Schnellfahrstrecke Nürnberg–Ingolstadt hätten Investitionsbereitschaft suggerieren und für positive Schlagzeilen sorgen sollen. Der Film lässt Beteiligte zu Wort kommen, die die Bahnprivatisierung grundsätzlich ablehnen, weil sie Mehrkosten und Nachteile für den Steuerzahler bedeute und weil die Bahn aus ihrer Sicht ebenso wenig Profitzwecken dienen solle wie etwa öffentliche Bildungseinrichtungen.
Die Entwicklung in Deutschland kontrastiert der Film mit Eigentumsveränderungen der Eisenbahn in anderen Ländern: Während die britische Bahnprivatisierung katastrophale Folgen gezeitigt habe, hätten die Schweizer sich schon 1987 per Volksbegehren für „Flächenerschließung statt Highspeed“ entschieden. Der Öffentliche Personenverkehr in der Schweiz wird als gelungenes Beispiel für ein Staatsunternehmen dargestellt, mit viel größerer Pünktlichkeit der Verkehrsmittel, Integralem Taktfahrplan und zugleich deutlich geringeren staatlichen Investitionen im Vergleich zu Deutschland: „Die Deutsche Bahn tut alles, um an die Börse zu kommen – die Schweizer Bahn tut alles für ihre Kunden.“ Dementsprechend seien Menschen in der Schweiz im Jahr 2006 mehr als doppelt so viel mit der Bahn gefahren wie in Deutschland.
Bahn unterm Hammer entstand mit Unterstützung von ver.di, attac, BUND, Robin Wood, Naturfreunde, Umkehr, Globale07 und Bahn von unten. Die Drehkosten in Höhe von 60.000 bis 80.000 Euro wurden über eine große Zahl von Kleinspenden aufgebracht. Der Film entstand unter der Beratung des Bahnkritikers Winfried Wolf. Der Kinostart des von der Firma Kernfilm produzierten Films war am 3. Mai 2007.